# Jiří Titz
Jiří Titz (* 19. září 1951) je bývalý český hokejový útočník.

## Hokejová kariéra
V československé lize hrál za ZKL Brno, Duklu Jihlava a Spartu Praha. S Duklou Jihlava získal v roce 1974 mistrovský titul. V nižší soutěži hrál i za TJ Moravia DS Olomouc a Stadion Liberec.

## Klubové statistiky
| Sezona    | Klub                  | Soutěž  | Základní část | Základní část | Základní část | Základní část | Základní část |
| Sezona    | Klub                  | Soutěž  | Z             | G             | A             | B             | TM            |
| --------- | --------------------- | ------- | ------------- | ------------- | ------------- | ------------- | ------------- |
| 1971/1972 | TJ Moravia DS Olomouc | 2. liga | -             | 8             | -             | -             | -             |
| 1972/1973 | TJ ZKL Brno           | 1. liga | 10            | 1             | 4             | 5             | -             |
| 1972/1973 | Dukla Jihlava         | 1. liga | -             | 2             | -             | -             | -             |
| 1973/1974 | Dukla Jihlava         | 1. liga | 28            | 5             | 3             | 8             | -             |
| 1974/1975 | TJ ZKL Brno           | 1. liga | 27            | 4             | 4             | 8             | -             |
| 1975/1976 | TJ Stadion Liberec    | 2. liga | -             | 9             | -             | -             | -             |
| 1976/1977 | TJ Stadion Liberec    | 2. liga | -             | 12            | -             | -             | -             |
| 1977/1978 | TJ Sparta Praha       | 1. liga | 43            | 12            | 5             | 17            | 28            |
| 1978/1979 | TJ Sparta Praha       | 1. liga | 37            | 7             | 4             | 11            | 30            |
| 1979/1980 | TJ Sparta Praha       | 1. liga | 10            | 1             | 3             | 4             | 13            |